# Бахира
Бахи́ра (араб. بحيرى‎, сир. ܒܚܝܪܐ, или Сергиус Монах) — фигурирующий в исламских источниках сирийский монах-несторианин.

## Биография
Мекканские караваны, идущие в Дамаск или обратно, часто останавливались у дома Бахиры. И — как то утверждают описавшие детство пророка Ибн-Хишам, Ибн-Сад-аль-Багдади и Ибн-Джарир-ат-Табари — в доисламский период монах Бахира повстречал в Босре Набатейской араба Мухаммеда, который совершал своё первое путешествие в Южную Сирию, вместе с торговым караваном своего дяди Абу-Талиба.
Бахира посчитал молодого Мухаммада пророком, так как увидел предзнаменование, и потому, что подросток обладал основными приметами великого посланника Бога: был сиротой и имел «печать пророчества» — родимое пятно между лопатками. По другой версии, Бахира пытался обратить Мухаммада в несторианство.
В итоге, Бахира посоветовал Абу Талибу поскорее отвезти Мухаммеда обратно в Мекку, так как ему уготовано великое будущее.

## В литературе
- Роман Рената Беккина «Ислам от монаха Багиры» (в 2003 году вошёл в лонг-лист литературной премии «Дебют», а в 2004 году — в лонг-лист литературной премии Бориса Соколова, по версии журнала «Новая литература» в двадцатку лучших литературных произведений)[5][6] Критик Лев Данилкин о романе «Ислам от монаха Багиры»: «есть книги, в которых силуэт будущего прорисован так отчетливо и с такой художественной убедительностью, что никакого телеканала уже и не надо; все и так ясно»[7].

## Галерея

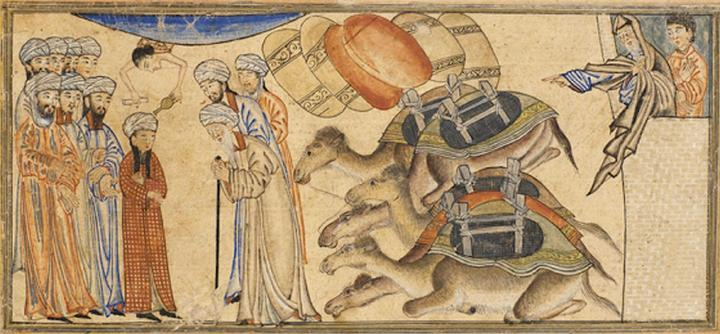
Монах Бахира узнаёт молодого Мухаммеда. Миниатюра из книги Рашид ад-Дина Хамадани «Джами ат-таварих», 1307 г.
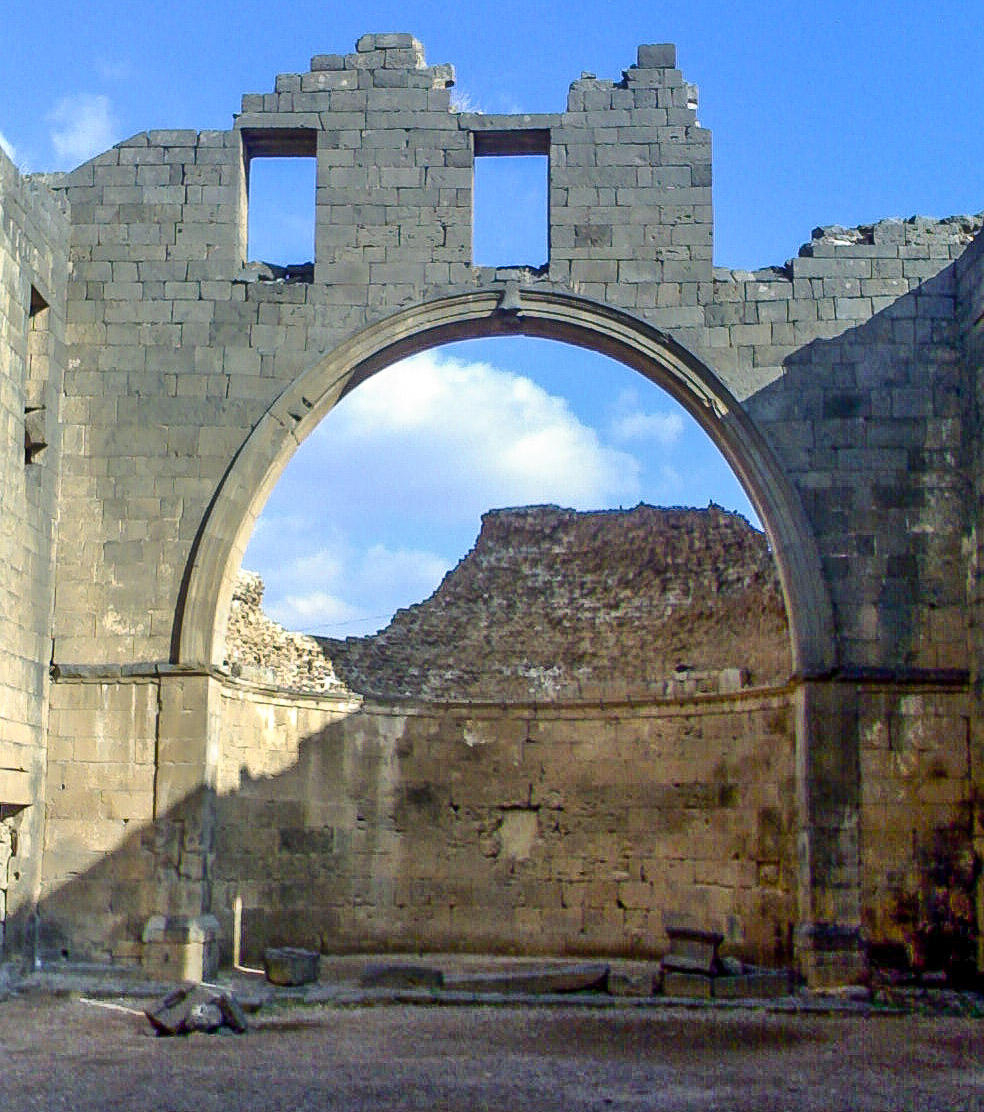
Монастырь Бахиры в Босре, Сирия
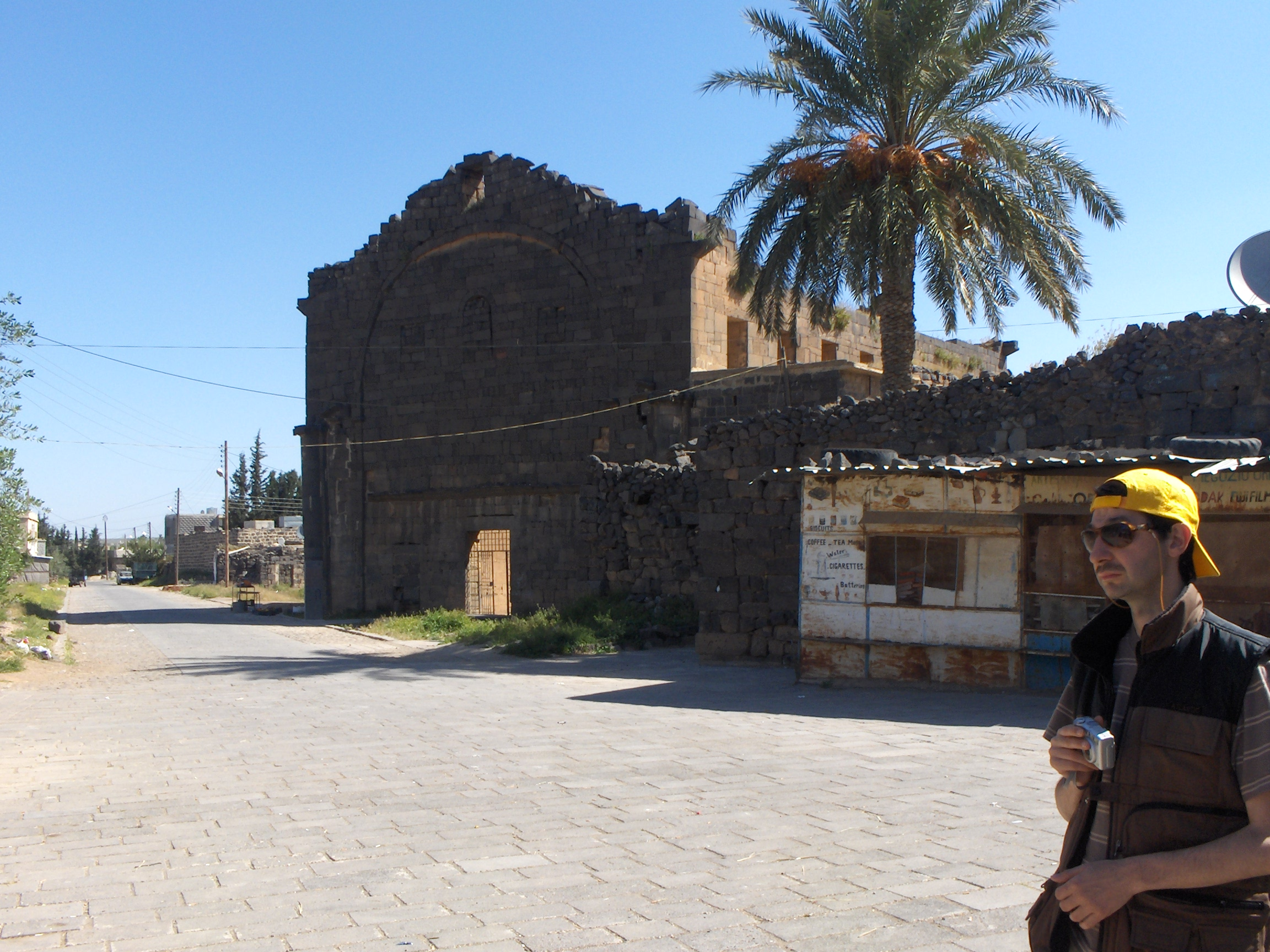
Монастырь монаха Бахиры в Босре, Сирия
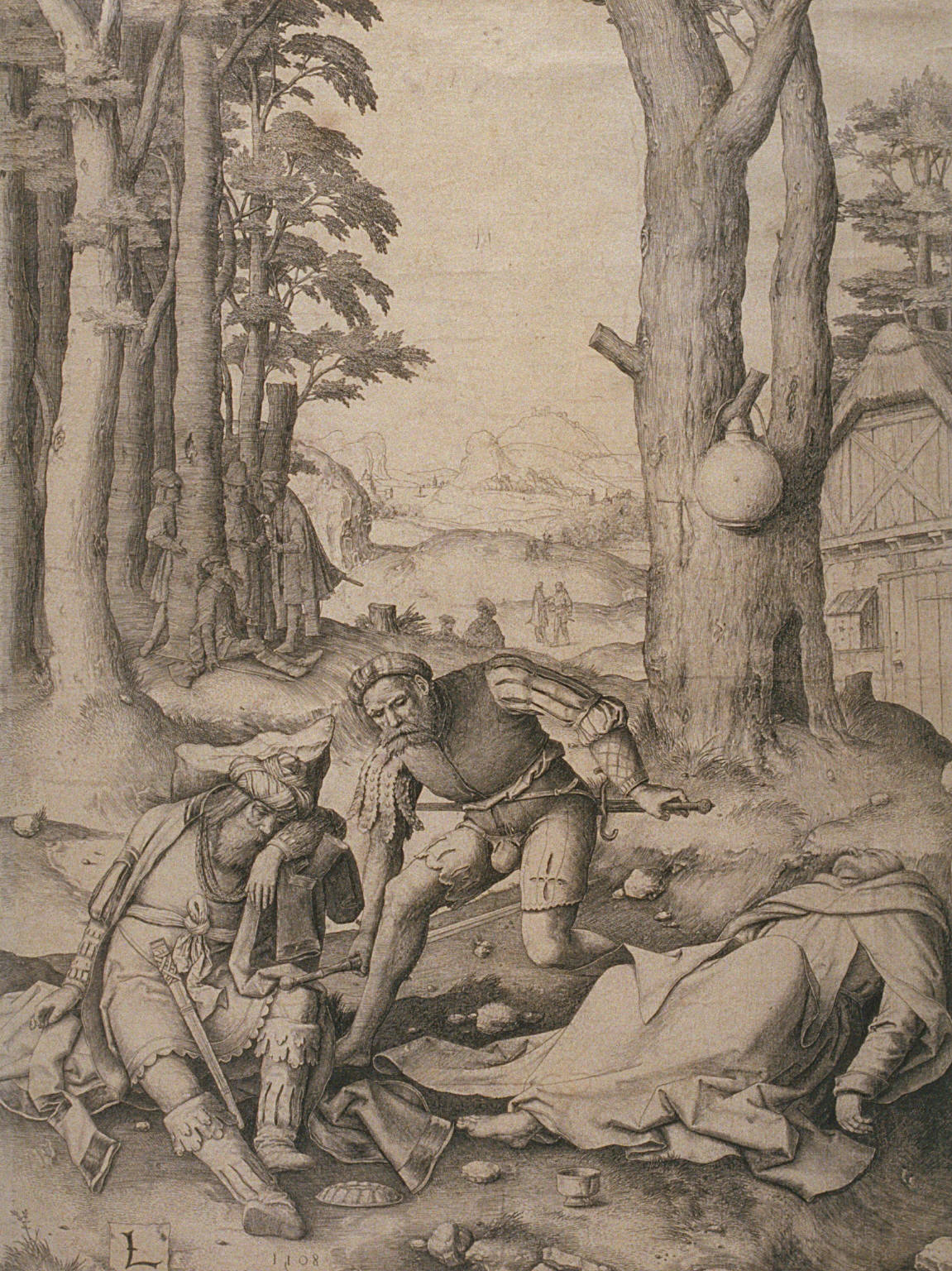
Мухаммед и Сергиус Монах, гравюра 1508 года Лукаса ван Лейдена (солдат берёт меч Мухаммеда).